# 제1차 슐레스비히 전쟁
제1차 슐레스비히 전쟁(독일어: Schleswig-Holsteinische Erhebung)은 1848년부터 1851년까지 덴마크 왕국과 슐레스비히 공국-홀슈타인 공국 사이에 일어난 전쟁이다. 덴마크는 이 전쟁을 3년 전쟁(덴마크어: Treårskrigen)이라고 부른다. 이 전쟁으로 인해 덴마크는 슐레스비히 지방과 홀슈타인 지방을 여전히 지배하게 되지만 결국은 1864년의 제2차 슐레스비히 전쟁에 이른다.

## 배경
덴마크는 지금의 독일과 국경을 맞대고 있는 슐레스비히 공국과 홀슈타인 공국을 여러 세기 동안 지배하고 있었다. 1815년 6월 9일 빈 회의가 최종 서명한 결정문은 두 공국이 동군연합 형태로 여전히 덴마크 국왕의 통치를 받는 Dänischer Gesamtstaat의 일부이면서도 그중 홀슈타인 공국은 같은 날짜 1815년 6월 9일에 발효하는 독일 연방의 구성국 이라고 인정했었는데 이 불안정한 내용이 이 전쟁의 씨앗이다.
그러던 1848년 1월 20일 덴마크 국왕 크리스티안 8세가 죽고 아들 프레데리크 7세가 즉위하였다. 이 두 지방에 관심이 많았던 프레데리크 7세는 1848년 3월 21일에 덴마크 왕실에서 프로이센과 전쟁을 해야 하느냐에 대한 토론을 시작했다. 그리고 대부분의 각료가 프로이센과의 전쟁을 찬성했다. 3일 뒤인 3월 24일 슐레스비히-홀슈타인인들이 렌츠부르크 요새를 습격하여 킬에서 슐레스비히-홀슈타인 공국 연합의 임시 정부의 수립을 선포하면서 전쟁이 발발했다.
프레데리크 7세는 공국 연합의 해체를 선언했고 슐레스비히와 홀슈타인은 프로이센 편에 가담했다. 독일 연방의 의회는 프로이센에 지원을 요청했다.

## 전쟁 경과
독일 연방의 요청을 받은 프로이센 군대는 슐레스비히로 신속히 진군했다. 하지만 강대국들이 전쟁에 개입하면서 프로이센 국왕 프리드리히 빌헬름 4세는 슐레스비히 점령이 예기치 못한 상황으로 전개되리라는 것을 정확하게 간파했다. 한편 덴마크는 슐레스비히를 홀슈타인으로부터 분리할 것을 요구했다. 덴마크와 이웃한 스칸디나비아 나라인 스웨덴, 노르웨이가 덴마크를 지지했고 영국, 러시아, 프랑스 또한 지지했다.
1849년 2월 23일, 덴마크는 프로이센에게 슐레스비히 문제가 덴마크의 요구에 따라 처리되지 않는다면 평화 조약이 체결되지 못할 것이라고 경고했다. 전투는 4월까지 계속되었다. 프로이센 군대는 슐레스비히 및 윌란반도를 지나 코펜하겐 근처까지 진격했지만 영국, 러시아, 프랑스의 외교적 압력으로 멈추었다. 그러다 보브 전투, 슐레스비히 전투에서 덴마크군이 승전하자 전쟁이 격화했다. 그리고 로톨프 전투에서 덴마크군이 대승을 거두고 프로이센 영토로 진입했다.
전쟁의 확전을 두려워한 강대국들은 다급하게 1850년 중재안을 냈다. 프로이센은 이 제안에 서명하였다. 덴마크는 찬반 논란 끝에 마침내 1852년 5월 8일 런던 의정서(London Protocol)에 서명했다.

## 평화 협정
슐레스비히-홀슈타인 분쟁으로 인해 세 번의 전쟁과 휴전이 반복되었고, 전쟁 전체를 통틀어 덴마크가 승리의 기쁨을 누린 것은 이스테드 전투 뿐이었다. 이스테드 전투는 아주 미미한 전투였지만 그 전투에서의 승리는 덴마크인들에게 일시적 안도감을 주기에 충분했다.
1852년 5월 8일의 의정서는 덴마크, 스웨덴, 영국, 러시아, 프랑스, 오스트리아, 프로이센이 참여한 가운데 런던에서 체결되었다. 강대국들은 전전(戰前) 상태로의 복귀를 택했고, 덴마크의 슐레스비히 영유권이 인정되었다. 이면에는 덴마크의 슐레스비히 지배의 지속이 유럽의 세력 균형에 기여할 것이라는 기대가 깔려 있었다.
협정 체결 후, 슐레스비히의 통치 조직은 친덴마크 왕당과 관료들을 중심으로 재건되었다. 이로 인해 30여명의 혁명 지도자들(슐레스비히-홀슈타인주의자들)이 추방당했다. 덴마크 정부는 슐레스비히의 언어를 북부는 덴마크어로, 남부는 독일어로 하되 두 언어가 혼용되는 지역은 덴마크어를 공식 언어로 한다는 포고령을 공포했다. 그러나 프로이센과 오스트리아는 덴마크의 슐레스비히 정책에 대해 반대했다. 그들은 덴마크의 언어 정책이 슐레스비히를 덴마크 쪽으로 고착한다 라고 우려했다. 독일 급진파들은 1848년 혁명의 여파로 덴마크가 입헌적 개혁을 이룬데 반해, 슐레스비히와 홀슈타인은 민주주의와 민족자결이 방해받음으로써 전혀 예상치 못한 상황에 빠지게 되었다고 비판했다.

## 전쟁의 여파
이 전쟁을 계기로 승전국인 스웨덴, 노르웨이는 프로이센의 온갖 이권을 빼앗았다. 프로이센에서는 오토 폰 비스마르크가 수상에 취임하고 군대를 엄격하게 길렀다. 프로이센은 유럽 최강국이 되었지만 덴마크는 비스마르크의 프로이센을 상대하기에 너무 약해졌다. 결국 제2차 슐레스비히 전쟁 (1864년 2월 1일 ~ 10월 30일)에서 프로이센이 슐레스비히를 차지했고 덴마크는 약소국가로 추락했다.
제2차 전쟁에서의 프로이센과의 연합국인 오스트리아 제국은 당시 스웨덴 등이 빼앗아 갔던 이권들을 프로이센에 돌려줬다. 또한 허약해진 스웨덴, 노르웨이에 간섭하고 스칸디나비아에 세력을 뻗었다.

## 같이 보기
- 1848년 혁명